# Paradicta
Paradicta är ett släkte av kackerlackor. Paradicta ingår i familjen jättekackerlackor.
Kladogram enligt Catalogue of Life:
| Paradicta | \| \| Paradicta minima \| \| \| \| \| \| Paradicta rotunda \| \| \| \| |
|           | \| \| Paradicta minima \| \| \| \| \| \| Paradicta rotunda \| \| \| \| |
|           | Paradicta minima                                                       |
|           |                                                                        |
|           | Paradicta rotunda                                                      |
|           |                                                                        |